# Велика хуртовина 1888

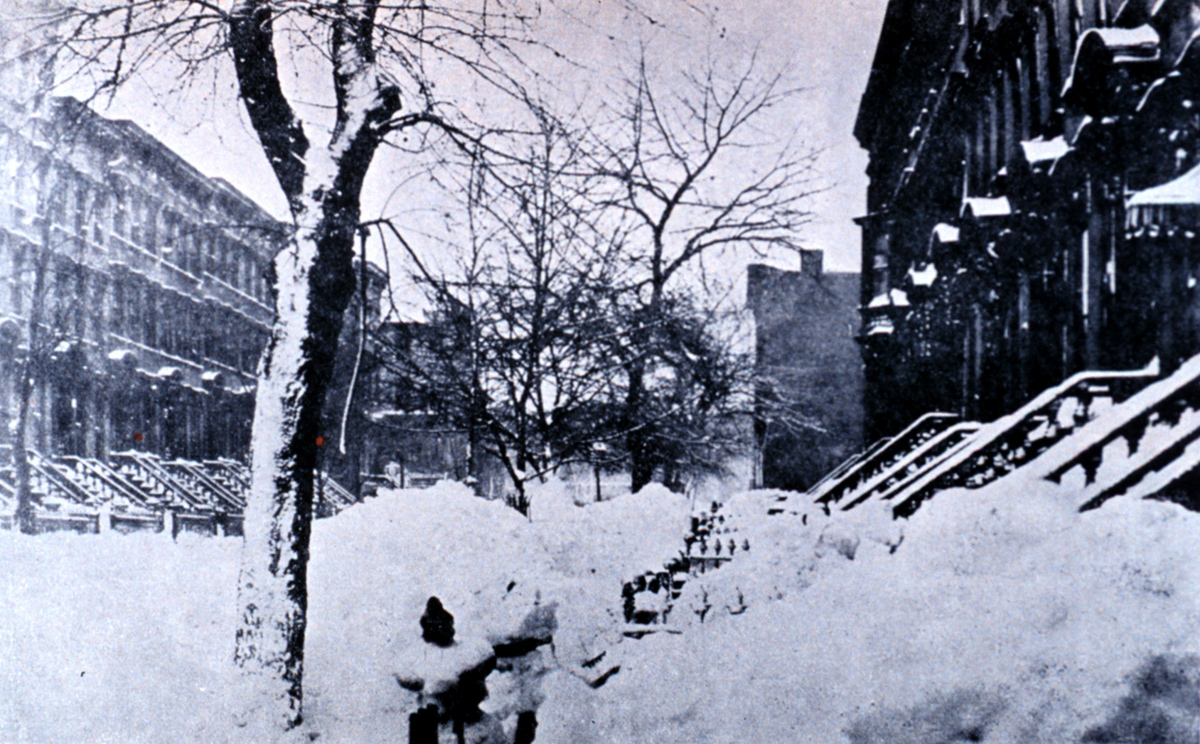
Бруклін у березні 1888 року.

Велика хуртовина 1888 (11 — 14 березня 1888 року) — одна з найсильніших зафіксованих хуртовин в історії США. Снігові опади в діапазоні 51-152 см випали в штатах: Нью-Джерсі, Нью-Йорк, Массачусетс і Коннектикут. Швидкість вітру досягала 72 км/год, а висота деяких заметів становила 15,2 м. Багато залізничних ліній були закриті. Люди були замкнені у своїх будинках впродовж майже цілого тижня.
Погода до хуртовини була м'якою і супроводжувалася невеликим дощем, після чого відбулося різке падіння температури і зміна дощу на сніг. Буря розпочалася одразу після опівночі 12 березня. Національна служба погоди повідомила, що сніговий покрив в Коннектикуті й Массачусетсі досяг висоти 1,3 м, тоді як у Нью-Йорку і Нью-Джерсі його висота становила 1 м. У північній частині штату Вермонт випало від 50,8 до 76,2 см снігу. Швидкість поривів вітру в деяких місцях досягала 129 км/год, проте офіційно максимальна зафіксована в Нью-Йорку швидкість вітру становила 64 км/год. На Блок-Айленді (штат Род-Айленд) швидкість вітру досягала 87 км/год. Обсерваторія Центрального парку Нью-Йорку оголосила, що найнижча температура, зафіксована в цей період, становила -14,4 °C. Середньоденна температура 13 березня становила -12,8 °C.
Хуртовина паралізувала Східне узбережжя від Чесапікської затоки до штату Мен і Атлантичної Канади. Телеграфні лінії були пошкоджені, в результаті чого виникли проблеми зв'язку з Монреалем і більшою частиною північного сходу Сполучених Штатів. Після хуртовини в Нью-Йорку розпочалося будівництво підземної телеграфної і телефонної інфраструктури, щоб запобігти її руйнуванню в майбутньому. В області Чесапікської затоки, в Новій Англії, більш як 200 суден сіло на мілину або затонуло, внаслідок чого загинуло не менше як 100 моряків.
У Нью-Йорку залізниці і шосе були повністю заблоковані впродовж декількох днів. Танення снігу призвело до повені, особливо в Брукліні, який був більш схильний до затоплення через свою топографію.
У результаті хуртовини загинуло понад 400 осіб, у тому числі 200 людей померло в Нью-Йорку.